# 袁禎
袁禎（1429年—？），字貞吉，江西豐城縣人，明朝政治人物。進士出身。

## 生平
順天府鄉試第四十一名。成化二年（1466年）丙戌科會試第三百十二名，殿試登進士第三甲第四十三名。

## 家族
曾祖袁汝能，贈監察御史。祖父袁秉彜。父亲袁勗起。授歙县知县，在任廉明，多利民之政。仕至监察御史。